# Ross 458
Ross 458 (DT Virginis) – gwiazda podwójna w gwiazdozbiorze Panny, którą tworzy para czerwonych karłów. Znajduje się około 38 lat świetlnych od Ziemi.

## Charakterystyka
Układ Ross 458 tworzą dwa czerwone karły, obiegające wspólny środek masy co 14,5 roku. Gwiazdy dzieli odległość 5 au. Jaśniejsza gwiazda szybko wiruje wokół własnej osi, wykonując jeden obrót w czasie od 37 do 69 godzin i jest silnie aktywna magnetycznie.

## Trzeci składnik
Oba składniki układu okrąża masywna planeta okołopodwójna, oznaczona Ross 458 (AB) c (lub Ross 458C). Jest to zapewne gazowy olbrzym, choć jego masa jest na tyle duża, że może okazać się w rzeczywistości brązowym karłem. Przemawiają za tym także modele powstawania planet, przewidujące, że planety tworzą się z dysku wokół gwiazdy (lub pary gwiazd), a brązowe karły bezpośrednio z zapadnięcia obłoku molekularnego. Składnik „c” okrąża centralną parę w bardzo dużej odległości, ponad 1000 au i ocenia się, że jedno okrążenie zajmuje mu około 50 tysięcy lat.
Obiekt ten został zaobserwowany bezpośrednio w podczerwieni, można mu przypisać typ widmowy T8. Obserwacje spektroskopowe wykazują, że w jego atmosferze występuje metan i para wodna, a także amoniak; widoczne są też linie spektralne potasu. Jego widmu lepiej odpowiada model atmosfery przewidujący występowanie chmur w atmosferze, niż bezchmurny. Ma on temperaturę 650 ± 25 K i promień równy 1,07 ± 0,07 RJ.